# Toyota TF109
O  TF109 foi o último modelo da Toyota da temporada de 2009 da Fórmula 1. Condutores do modelo: Jarno Trulli, Timo Glock e Kamui Kobayashi.

## Pirelli
O modelo foi utilizado no ano seguinte pela Pirelli para testar os pneus para a temporada 2011. Os primeiros testes foram feitos em Mugello. Em 2012 foi substituído pelo Renault R30.

## Resultados[4]
(legenda) (em negrito indica pole position e itálico volta mais rápida)
| Ano  | Chassi | Motor            | Pneus | Nº | Pilotos         | 1   | 2   | 3   | 4   | 5   | 6   | 7   | 8   | 9   | 10  | 11  | 12  | 13  | 14  | 15  | 16  | 17  | Pontos | Posição |  |
| ---- | ------ | ---------------- | ----- | -- | --------------- | --- | --- | --- | --- | --- | --- | --- | --- | --- | --- | --- | --- | --- | --- | --- | --- | --- | ------ | ------- |  |
|      |        |                  |       |    |                 |     |     |     |     |     |     |     |     |     |     |     |     |     |     |     |     |     |        |         |  |
|      |        |                  |       |    |                 | AUS | MAL | CHN | BHR | ESP | MON | TUR | GBR | GER | HUN | EUR | BEL | ITA | SIN | JAP | BRA | ABD |        |         |  |
| 2009 | TF108  | Toyota RVX-09 V8 | B     | 9  | Jarno Trulli    | 3   | 4‡  | Ret | 3   | Ret | 13  | 4   | 7   | 17  | 8   | 13  | Ret | 14  | 12  | 2   | Ret | 7   | 59.5   | 5º      |  |
| 2009 | TF108  | Toyota RVX-09 V8 | B     | 10 | Timo Glock      | 4   | 3‡  | 7   | 7   | 10  | 10  | 8   | 9   | 9   | 6   | 14  | 10  | 11  | 2   | DNS |     |     | 59.5   | 5º      |  |
| 2009 | TF108  | Toyota RVX-09 V8 | B     | 10 | Kamui Kobayashi |     |     |     |     |     |     |     |     |     |     |     |     |     |     | PO  | 9   | 6   | 59.5   | 5º      |  |

‡ Foi atribuído metade dos pontos. A corrida foi interrompida pelo mau tempo.